# Baseball alla XXIX Universiade
Il torneo di baseball della XXIX Universiade si è svolto a Taipei, Taiwan, dal 20 al 29 agosto 2017. Al torneo maschile hanno partecipato 8 squadre.

## Podio
| Evento                       | Oro      | Argento     | Bronzo        |
| Baseball maschile (dettagli) | Giappone | Stati Uniti | Corea del Sud |

## Medagliere
| Posizione | Paese         |   |   |   | Totale |
| --------- | ------------- | - | - | - | ------ |
| 1         | Giappone      | 1 | 0 | 0 | 1      |
| 2         | Stati Uniti   | 0 | 1 | 0 | 1      |
| 3         | Corea del Sud | 0 | 0 | 1 | 1      |
| Totale    | Totale        | 1 | 1 | 1 | 3      |